# Alexandre Daumont
Alexandre Daumont, född 29 december 1777 , död okänt datum, var en fransk boktryckare och författare.
Alexandre Daumont växte upp i Pau i Frankrike som son till boktryckaren  Pierre Daumont (född 1757). Han verkade i Pau som boktryckare, men sålde 1803 sitt tryckeri och for till Latinamerika. Han förde därefter ett rörligt liv och verkade periodvis som boktryckare på ett flertal platser som Versailles (1815–1824), Honfleur och Alger.
Åren 1812–1813 ledde han den portugisiska arméns tryckeri och var 1814 huvudredaktör för Journal Royal. I Honfleur grundade han och utgav 1829–1831 Journal de Honfleur: commericial, maritime et littéraire et d'annonces, en tidning som därefter utgavs fram till 1911.